# San Francisco, Quezon
San Francisco là một đô thị cấp ba ở tỉnh Quezon, Philippines. Theo điều tra dân số năm 2007, đô thị này có dân số 53.286 người .

## Các đơn vị hành chính
San Francisco, về mặt hành chính, được chia thành 16 khu phố (barangay).
| - Butanguiad - Casay - Cawayan I - Cawayan II - Huyon-Uyon - Ibabang Tayuman - Ilayang Tayuman - Inabuan | - Nasalaan - Pagsangahan - Poblacion - Pugon - Silongin - Don Juan Vercelos - Mabunga - Santo Niño |